# Carnival Elation
 (mai 2017).
Si vous disposez d'ouvrages ou d'articles de référence ou si vous connaissez des sites web de qualité traitant du thème abordé ici, merci de compléter l'article en donnant les références utiles à sa vérifiabilité et en les liant à la section « Notes et références ».
Le Carnival Elation est un bateau de croisière appartenant a la compagnie de croisière Carnival Cruise Lines.

## Histoire
Le Carnival Elation est le 6e bateau de la Classe Fantasy, de la société Carnival Cruise Lines.
Il a officiellement été mis en service en 1998.
Ce bateau a reçu son programme « Evolution of Fun » en 2009. Ce programme a pour but la rénovation des 8 navires de la classe Fantasy de la compagnie Carnival Cruise Lines.

## Changement d'itinéraire
En raison de l'épidémie de grippe mexicaine (Influenzavirus A sous-type H1N1) d'avril 2009, le Carnival Elation fut contraint de changer d'itinéraire : Les deux escales à Ensenada furent annulées.